# San’in-Kaigan-Nationalpark
Der San’in-Kaigan-Nationalpark (jap. 山陰海岸国立公園 San’in kaigan kokuritsu kōen, „Nationalpark San’in-Küste“) befindet sich in Westjapan. Der 8763 ha große Nationalpark erstreckt sich über die Präfekturen Kyōto, Hyōgo und Tottori. Das japanische Umweltministerium ist für die Verwaltung des Nationalparks zuständig.

## Landmarken
- Tottori-Dünen
- Uradome-Strand
- Yoroinosode
- Nekozaki-Halbinsel
- Genbudo-Höhle
- Kabuto-Berg
- Kumi-hama-Bucht
- Tanegaike-See

## Tourismus
Die jährlichen Besucherzahlen standen zuletzt bei 7,4 Millionen (Stand 2013).